# Kvabebihyrax
Kvabebihyrax kachethicus — вимерлий даман з пліоцену Кавказу.
Маючи довжину 1.6 метра, Kvabebihyrax був набагато більшим за сучасних даманів, порівнянних за розміром з більшими видами палеогенового роду Titanohyrax. Його міцне тіло й очі, розташовані високо на черепі, надавали йому вигляду бегемота. Він також мав великі пари різців на обох щелепах.